# Union monégasque
 (novembre 2024).
Si vous disposez d'ouvrages ou d'articles de référence ou si vous connaissez des sites web de qualité traitant du thème abordé ici, merci de compléter l'article en donnant les références utiles à sa vérifiabilité et en les liant à la section « Notes et références ».
L'Union monégasque est une coalition politique monégasque créée en 2013. Elle est établie sous la forme d'une association en 2017.

## Histoire
Fondée en 2013, l'Union monégasque est dirigée par Jean-François Robillon et regroupe l'Union des Monégasques, l'Union nationale pour l'avenir de Monaco et des indépendants. Elle prend la suite de l'Union pour Monaco, coalition qui avait remporté les élections nationales en 2003 puis 2008.
Lors des élections de février 2013, elle obtient trois sièges au Conseil national de la principauté. Enfin, à l'issue du scrutin de février 2018, elle ne conserve plus qu'un seul siège.

## Partis de la coalition
- Union pour Monaco
- Union nationale pour l'avenir de Monaco

## Élections nationales
| Année | %     | Sièges  |
| ----- | ----- | ------- |
| 2003  | 58,45 | 21 / 24 |
| 2008  | 52,20 | 21 / 24 |
| 2013  | 38,99 | 3 / 24  |
| 2018  | 16,19 | 1 / 24  |
| 2023  | 89,60 | 3 / 24  |

1. ↑  Il se présente au sein de la coalition de l'Union nationale monégasque, qui a remporté 24 sièges au total.